# 淮上区
淮上区是中國安徽省蚌埠市下辖的一个市辖区。位於蚌埠市區北部、淮河以北，東與固鎮縣的王莊鎮接壤，北與固鎮縣的新馬橋鎮毗鄰，西與懷遠縣魏莊鎮和五岔鎮相連，南以淮河為界。區人民政府駐小蚌埠鎮淮上大道。区域总面积为402.68平方公里。
2004年1月将蚌埠市的郊区改为淮上区。辖小蚌埠镇、吴小街镇、淮滨街道、梅桥乡、曹老集镇、沫河口镇。

## 行政区划
淮上区下辖1个街道办事处、5个镇：
淮滨街道、小蚌埠镇、吴小街镇、曹老集镇、梅桥镇和沫河口镇。

## 人口
根據第七次人口普查數據，截至2020年11月1日零時，淮上區常住人口為283872人。